# 碗廠灣瓷窯遺址
碗廠灣瓷窯遺址位於四川省涼山州會理縣，文物遺址年代判定為元至清。2012年7月16日公佈為第八批四川省文物保護單位。

## 簡介[2]
碗廠灣瓷窯遺址位於四川省涼山彝族自治州會理縣老街鄉石廠村五組，分佈面積約3萬平方公尺，在相鄰的三條山脊上分別建有瓷窯，窯爐為龍窯，寬2.6、長40公尺左右。堆積厚度0.30-1.8公尺。遺址可以清楚看出窯址走向和窯口，地表散落瓷器較多，文化層堆積較厚保存狀況較好。從採集的器物看，以青釉為主，並有綠、黃等點彩釉，醬釉較少；器型有碗、盤、杯、碟、擂缽等；紋飾早期以素面青瓷為主，內底有印花，晚期以當地石墨為原料繪製的黑色青花；窯具有支釘、支座和匣缽等。根據採集器物等初步判斷為元至清代的瓷窯遺址。該瓷窯遺址的發現為研究西南少數民族地區的陶瓷史，以及內地陶瓷燒造技術對西南少數民族地區的影響等提供了重要的實物資料。2009年，碗廠灣瓷窯遺址被涼山彝族自治州會理縣人民政府公佈為縣級文物保護單位。